# Давид Луиз
Давид Луиз Мореира Марињо (порт. David Luiz Moreira Marinho; 22. април 1987) бразилски је фудбалер који игра у одбрани. Тренутно наступа за Форталезу. Примарна позиција му је централни бек, али се добро сналази и на позицији левог бека. Карактерише га добар преглед игре и солидна техника, као и могућност да изнесе лопту са своје половине на противничку.

## Трофеји

### Клупски
Бенфика
- Првенство Португалије (1) : 2009/10.
- Лига куп Португалије (3) : 2008/09, 2009/10, 2010/11.

Челси
- Премијер лига (1) : 2016/17
- ФА куп (2) : 2011/12, 2017/18.
- Лига шампиона (1) : 2011/12.
- Лига Европе (2) : 2012/13, 2018/19.

Пари Сен Жермен
- Првенство Француске (2) : 2014/15, 2015/16.
- Куп Француске (2) : 2014/15, 2015/16.
- Лига куп Француске (1) : 2015/16.
- Суперкуп Француске (2) : 2015, 2016.

Арсенал
- ФА куп (1) : 2019/20.
- ФА Комјунити шилд (1) : 2020.

Фламенго
- Копа либертадорес (1) : 2022.
- Куп Бразила (2) : 2022, 2024.
- Првенство Кариока (1) : 2024.

### Репрезентативни
Бразил
- Куп конфедерација (1) : 2013.

### Индивидуални
- Најбољи играч португалске лиге (1) : 2009/10.
- Најбољи играч месеца у премијер лиги (1) : март 2011.